# صعيدي في الجامعة الأمريكية (فلم)
صعيدى في الجامعة الأمريكية هو فيلم مصري من إخراج سعيد حامد، وبطولة محمد هنيدي ومنى زكي وأحمد السقا وطارق لطفي وغادة عادل، ومن إنتاج مدحت العدل وقصة وسيناريو مدحت العدل وأحمد شعبان. يتناول الفيلم قصة طالب من الصعيد حصل على منحة للدراسة بالجامعة الأمريكية.

## القصة
تدور أحداث الفيلم حول «خلف الدهشوري خلف» الشاب الصعيدي الذي يحضر من بلدته الريفية إلى القاهرة لأول مره لدخول الجامعة الأمريكية بعد أن حصل على مجموع كبير في الشهادة الثانوية، ويتعرض لكثير من المواقف الكوميدية الحرجة التي تحدث له من جراء هذا التحول الكبير في حياته.

## الممثلون
- محمد هنيدي في دور خلف الدهشوري خلف
- أحمد السقا في دور علي
- طارق لطفي في دور حسين
- منى زكي في دور سياده
- هاني رمزي في دور سراج
- غادة عادل في دور عبلة
- أميرة فتحي في دور جارة وزوجة حسين
- فتحي عبد الوهاب في دور أحمد الثائر
- سهام جلال في دور لمياء زميلة علي
- محمد يوسف في دور والد خلف
- هانم محمد في دور والدة خلف
- هشام المليجي في دور هاشم
- محمود عبد الغفار في دور صاحب محل الكاسيت
- حسين أبو حجاج في دور لوئ ابن اخت صاحب محل الكاسيت
- شريف حمدي في دور مقدم حفلة الجامعة
- حمدي السخاوي في دور مخرج إعلانات
- أحمد منير في دور ضابط بالمباحث
- طارق عبد العزيز في دور أخو زوجة حسين
- مستورة في دور مستورة
- ستونة في دور مديرة مركز تجميل
- حسن عبد الفتاح
- وفاء السيد
- حسان العربي
- هشام منصور
- احمد عبد الحي
- شريف عادل
- يسري ادريس
- توني
- مصطفى كودرج
- جمال حامد
- هاني حنفي

## تغييرين في الفيلم
- الأول: لم يكن طارق لطفي هو المرشح الأساسي لدور "حسين"، إذ تم إختيار الفنان شريف منير لهذا الدور؛ إلا أن شريف منير إعتذر عن الدور لأسباب خاصة، فتم إسناده إلى طارق لطفي.

- الثاني: لم يكن أحمد السقا هو المرشح الأساسي لدور "علي"، إذ تم إختيار الفنان هشام عباس لهذا الدور؛ إلا أن هشام عباس إعتذر عن الدور بسبب خشيته من كلام أصدقائه عن عدم نجاح الدور، فتم إسناده إلى أحمد السقا.

## روابط خارجية
- مقالات تستعمل روابط فنية بلا صلة مع ويكي بيانات